# Cycais
Cycais là một chi nhện trong họ Corinnidae.

## Các loài
- Cycais cylindrata Thorell, 1877
- Cycais gracilis Karsch, 1879